# Sihilda
Sihilda (franc. Sichilde) (oko 590. – 627.) bila je franačka kraljica supruga 618. – 627. Njezin je suprug bio Klotar II.
Bila je kći grofa Brunulphea II. od Ardena te sestra Gomatrude (598. – 630.), koja se udala za Dagoberta I.
Sihilda je navodno imala seksualnu vezu s Bosom, koji je bio sin Audolènea od Étampesa te je Bosa, po naredbi Sihildinog supruga, ubio vojvoda Arnebert.